# 单扩张
单扩张是由一个元素生成的域扩张，也是最简单的域扩张，记作F(a)。新的域是原域加上新元素而成的最小域。
本原元定理描述了哪些域擴張E/F中的E可以表示為单扩张。